# Instant Holograms On Metal Film
Instant Holograms on Metal Film è l'undicesimo album in studio del gruppo rock franco-britannico Stereolab. È stato pubblicato il 23 maggio 2025 da Duophonic UHF Disks e Warp Records. È il loro primo album in studio in quasi 15 anni, dopo Not Music (2010).

## Contesto e pubblicazione
Gli Stereolab hanno iniziato a presentare l'album all'inizio di aprile 2025, tramite l'invio di un'immagine agli iscritti della newsletter Lab Report e una serie di post su Instagram. Il 2 aprile, 16 anni dopo l'annuncio della loro pausa a tempo indeterminato, i fan hanno ricevuto un pacchetto chiamato "materiale Stereolab non richiesto" contenente il singolo principale Aerial Troubles insieme alla base musicale strumentale. Inoltre, manifesti con il nome della band sono apparsi nelle principali città del mondo. Gli Stereolab hanno annunciato il loro undicesimo album in studio l'8 aprile, segnando il loro ritorno dopo un'attesa di 15 anni. Aerial Troubles, una canzone caratterizzata dal loro "ritmo ultraterreno e radioso", è stata pubblicata ufficialmente lo stesso giorno insieme a un video musicale "retrò" diretto da Laurent Askienazy.

## Tracce
1. Mystical Plosives – 0:55
2. Aerial Troubles – 3:20
3. Melodie Is a Wound – 7:37
4. Immortal Hands – 6:25
5. Vermona F Transistor – 4:37
6. La Coeur et La Force – 4:21
7. Electrified Teenybop! – 4:16
8. Transmuted Matter – 4:16
9. Esemplastic Creeping Eruption – 6:04
10. If You Remember I Forgot How to Dream Pt. 1 – 3:41
11. Flashes from Everywhere – 5:35
12. Colour Television – 5:33
13. If You Remember I Forgot How to Dream Pt. 2 – 2:56